# Oulmes
Oulmes korábbi község Franciaország Loire mente régiójában, Vendée megyében. Lakosainak száma 813 fő (2018. január 1.). Oulmes Benet, Bouillé-Courdault, Nieul-sur-l’Autise és Saint-Pierre-le-Vieux községekkel határos.
2019. január 1-jén Nieul-sur-l’Autise korábbi községgel egyesült és az így létrejött Rives-d’Autise új község része lett.

## Népesség
A település népességének változása:
| Lakosok száma | 792  | 832  | 855  | 822  | 813  |
|               | 2013 | 2015 | 2016 | 2017 | 2018 |